# Wertersatz
Wertersatz ist ein Rechtsbegriff, der im Zivilrecht die Entschädigung des Wertes einer dem Geschädigten nicht mehr verfügbaren Sache oder Dienstleistung oder im Strafrecht die dem Täter von Amts wegen eingezogenen Sachen betrifft.

## Allgemeines
Das Kompositum Wertersatz sagt aus, dass jemand den Wert eines Gegenstands zu ersetzen hat, weil er den Gegenstand selbst nicht (mehr) herausgeben kann, da er ihn verbraucht oder anderweitig darüber verfügt hat. Der Wertersatz ist durch Geldzahlung möglich. Die Pflicht zum Wertersatz ergibt sich aus dem Gesetz in mehreren Rechtsgebieten, vor allem im Zivil- und Strafrecht.

## Zivilrecht
Wertersatz kommt im Zivilrecht bei der Rückabwicklung gegenseitiger Verträge im Rahmen von Leistungsstörungen vor. Hat sich eine Vertragspartei vertraglich den Rücktritt vorbehalten oder steht ihr ein gesetzliches Rücktrittsrecht zu, so sind im Falle des Rücktritts die empfangenen Leistungen zurückzugewähren und die gezogenen Nutzungen gemäß § 346 Abs. 2 BGB herauszugeben. Der Rückgewährschuldner hat nach § 346 Abs. 2 BGB Wertersatz zu leisten, wenn er die Leistung selbst nicht (mehr) zurückgewähren kann. Das ist der Fall, wenn der Schuldner die erhaltenen Leistungen gegen Entgelt veräußert oder diese verbraucht hat (§ 818 Abs. 2 BGB). Die Pflicht zum Wertersatz nach § 346 Abs. 2 BGB tritt an die Stelle der Rückgewährpflicht nach § 346 Abs. 1 BGB („statt“). Die Pflicht zum Wertersatz entfällt gemäß § 346 Abs. 3 BGB, wenn sich der zum Rücktritt berechtigende Mangel erst während der Verarbeitung oder Umgestaltung des Gegenstandes gezeigt hat, der Gläubiger die Verschlechterung oder den Untergang zu vertreten hat oder der Schaden bei ihm gleichfalls eingetreten wäre oder wenn im Falle eines gesetzlichen Rücktrittsrechts die Verschlechterung oder der Untergang beim Berechtigten eingetreten ist, obwohl dieser diejenige Sorgfalt beachtet hat, die er in eigenen Angelegenheiten anzuwenden pflegt.
Auch beim Widerruf eines Verbrauchervertrags ist gemäß § 357a Abs. 1 BGB Wertersatz vom Verbraucher für Waren zu leisten, wenn der Wertverlust auf einen Umgang mit den Waren zurückzuführen ist, der zur Prüfung der Beschaffenheit, der Eigenschaften und der Funktionsweise der Waren nicht notwendig war und der Unternehmer den Verbraucher nach Art. 246a § 1 Abs. 2 Satz 1 Nr. 1 EGBGB über sein Widerrufsrecht unterrichtet hat. Der Bundesgerichtshof (BGH) stellte im November 2010 im so genannten „Wasserbetten-Fall“ fest, dass der Aufbau eines Wasserbetts und die Befüllung der Matratze als Prüfung der Sache anzusehen war, die nicht wertersatzpflichtig ist. Da es sich bei einem Bett regelmäßig um eine langfristige, für das eigene Wohlbefinden nicht unerhebliche Anschaffung handele, dürfe auch eine dreitägige Nutzung noch als angemessene Prüfung zu werten sein.
Bei nicht mehr trennbaren Bauleistungen (etwa die in ein Gebäude eingebauten Fenster als wesentliche Bestandteile) würde die Leistung beim Rückbau zerstört oder unbrauchbar, so dass die Rückgewähr nach „der Natur des Erlangten“ ausgeschlossen ist. In diesen Fällen hat der Auftraggeber grundsätzlich Wertersatz zu leisten.
Will der Rückgewährgläubiger Wertersatz beanspruchen, so muss er dem Rückgewährschuldner eine Frist setzen und dann nach §§ 346 Abs. 4 BGB, § 280 Abs. 1 und 3 BGB und § 281 Abs. 1 BGB vorgehen.

## Strafrecht
Ist im Strafverfahren die Einziehung eines Gegenstandes nicht möglich, weil der Täter oder Teilnehmer ihn vorher verwertet, veräußert oder verbraucht oder sonst wie vereitelt hat, so kann das Gericht die Einziehung des entsprechenden Geldbetrages als Wertersatz anordnen. Die Einziehung des Wertersatzes ist eine Maßnahme strafähnlichen Charakters, auf die als Nebenstrafe zu erkennen ist, falls die primär gebotene Einziehung nicht (mehr) möglich ist. 
Rechtsgrundlage für die Einziehung von Gegenständen des Täters oder Teilnehmers ist § 73a Abs. 1 StGB. Ist jedoch die Einziehung eines Gegenstandes wegen der Beschaffenheit des Erlangten oder aus einem anderen Grund nicht möglich, so ordnet das Gericht gemäß § 73c StGB die Einziehung eines Geldbetrages an, der dem Wert des Erlangten entspricht. Mit dem Wertersatz soll eine lückenlose präventive Gewinnabschöpfung sichergestellt werden.

## Sonstige Rechtsgebiete
Im Steuerstrafrecht können Waren, bei denen Verbrauchsteuern hinterzogen wurden, gemäß § 375 Abs. 2 Satz 1 Nr. 1 AO eingezogen werden; dabei gilt § 74a StGB. § 375 Abs. 2 Satz 1 Nr. 1 AO ordnet als Nebenfolge einer Steuerhinterziehung, die sich auf die Hinterziehung von Verbrauchsteuern bezieht, die Möglichkeit der Einziehung verbrauchsteuerpflichtiger Erzeugnisse an.  
Im Bußgeldverfahren besteht die Parallelvorschrift des § 22 Abs. 1 OWiG, wonach Gegenstände eingezogen werden dürfen, die zur Zeit der Entscheidung dem Täter gehören oder zustehen oder die Gegenstände nach ihrer Art und den Umständen die Allgemeinheit gefährden oder die Gefahr besteht, dass sie der Begehung von Handlungen dienen werden, die mit Strafe oder mit Geldbuße bedroht sind. Der Wertersatz ergibt sich aus § 25 Abs. 1	 OWiG.